# Proagonistes neavei
Proagonistes neavei là một loài ruồi trong họ Asilidae. Proagonistes neavei được Bromley miêu tả năm 1930. Loài này phân bố ở vùng nhiệt đới châu Phi.